# 新潟県道342号田沢水沢線
新潟県道342号田沢水沢線（にいがたけんどう342ごう たざわみずさわせん）は、新潟県十日町市内を通る一般県道である。

## 概要
路線名の「田沢」・「水沢」は、起点・終点付近の旧自治体名（新潟県中魚沼郡田沢村、同郡水沢村）に由来する。

### 路線データ
- 起点：新潟県十日町市白羽毛辰（国道353号交点）
- 終点：新潟県十日町市馬場甲（国道117号交点）

## 地理

### 通過する自治体
- 新潟県十日町市

### 交差する道路
- 国道353号（起点：十日町市白羽毛辰）

この間未開通区間あり（十日町市珠川 - 十日町市馬場癸）（十日町市道を介して迂回可能）
- 国道117号（終点：水沢交差点）

### 沿線
- JR飯山線 越後水沢駅
- 十日町市立馬場小学校
- 信濃川
- 当間（あてま）山（標高：1,016.5m）
- 当間高原リゾート・ベルナティオ
- なかさと清津スキー場